# Woodditton
Woodditton is een civil parish en dorp in het bestuurlijke gebied East Cambridgeshire, in het Engelse graafschap Cambridgeshire met 1818 inwoners in 2011.
De parish wordt gevormd door de plaatsen Green Ditton, Little Ditton en Saxon Street en de wijk Crockfords Park van de plaats Newmarket. Little Ditton en Ditton Green worden vaak gezamenlijk als het dorp Woodditton aangeduid. Beide plaatsen worden ook als aparte plaats beschouwd, waarbij de naam Woodditton zowel gebruikt wordt als naam voor de gehele parish, als synoniem voor Ditton Green en als naam voor een gehucht ten noorden van Ditton Green.  

## Geschiedenis
De oorsprong van Woodditton gaat terug op een oude gebiedsduiding en het deel ten noorden van Ditton Green en Little Ditton in het gebied. Op die plek staan nog enkele huizen en de 13-eeuwse kerk Church of St. Mary. De Ordnance Survey beschouwd die plek (nog altijd) als het gehucht Woodditton. De kerk dateert als kapel uit de 13e eeuw, en in de 14e eeuw omgebouwd tot een kerk. In de 12e eeuw zou er al een kerk hebben gestaan die gebouwd was van hout. Onderzoek wijst er dat een waarschijnlijk een klein klooster is geweest op de plek van de kerk daarvoor. De houten kerk werd waarschijnlijk vervangen door een kapel en later ook uitgebreid tot een kerk door de bewoners van Ditton Valence, wat een naastgelegen landgoed en huis was.

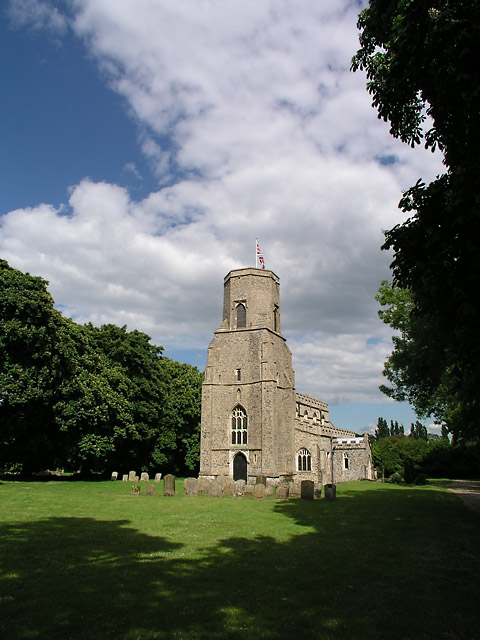
Church of St. Mary

Woodditton ligt oorspronkelijk in het steeds opschuivende grensgebied tussen het Koninkrijk East Anglia en het Koninkrijk Mercia. Er liggen daarom veel greppels en dijken in het gebied. De bekendste daarvan de Devils Dyke en Devils Ditch. De benaming Ditton verwijst ook naar deze dijken en greppels. De duiding 'Wood' is ter onderscheiding van een andere Ditton, Fen Ditton in de nabije omgeving. Woodditton en Saxon Street waren oorspronkelijk eigen gebied, Ditton (met in Ditton de dorpen Ditton Green en Little Ditton) en Saxon (met het dorp Saxon Street) geheten, maar zijn uiteindelijk samengevoegd. Door de eeuwen heen is er zowel land bijgevoegd als afgegaan. De grootste veranderingen waren in de 19e eeuw waarbij er onder meer gebieden naar Newmarket overgingen. Tot in de 20ste eeuw was het vrij standaard te spreken van 'Wood Ditton', maar sinds 2001 is de officiële spelling Woodditton vastgelegd nadat de spelling Woodditton steeds vaker werd gebruikt.
Abbots Ripton · 
Abbotsley · 
Abington Pigotts · 
Ailsworth · 
Alconbury Weston · 
Alconbury · 
Alwalton · 
Arrington · 
Ashley · 
Babraham · 
Bainton · 
Balsham · 
Bar Hill · 
Barham and Woolley · 
Barnack · 
Barrington · 
Bartlow · 
Barton · 
Bassingbourn cum Kneesworth · 
Benwick · 
Bluntisham · 
Borough Fen · 
Bottisham · 
Bourn · 
Boxworth · 
Brampton · 
Bretton · 
Brington and Molesworth · 
Brinkley · 
Broughton · 
Buckden · 
Buckworth · 
Burrough Green · 
Burwell · 
Bury · 
Bythorn and Keyston · 
Caldecote · 
Cambourne · 
Carlton · 
Castle Camps · 
Castor · 
Catworth · 
Caxton · 
Chatteris · 
Chesterton · 
Cheveley · 
Childerley · 
Chippenham · 
Christchurch · 
Colne · 
Comberton · 
Conington (South Cambridgeshire) · 
Conington (Huntingdonshire) · 
Coton · 
Cottenham · 
Coveney · 
Covington · 
Croxton · 
Deeping Gate · 
Denton and Caldecote · 
Diddington · 
Doddington · 
Downham · 
Dry Drayton · 
Dullingham · 
Duxford · 
Earith · 
Easton · 
Ellington · 
Elm · 
Elsworth · 
Eltisley · 
Elton · 
Ely · 
Etton · 
Eye · 
Eynesbury Hardwicke · 
Farcet · 
Fen Ditton · 
Fen Drayton · 
Fenstanton · 
Folksworth and Washingley · 
Fordham · 
Fowlmere · 
Foxton · 
Fulbourn · 
Gamlingay · 
Girton · 
Glatton · 
Glinton · 
Godmanchester · 
Gorefield · 
Grafham · 
Grantchester · 
Graveley · 
Great Abington · 
Great and Little Chishill · 
Great Eversden · 
Great Gidding · 
Great Gransden · 
Great Paxton · 
Great Shelford · 
Great Staughton · 
Great Wilbraham · 
Guilden Morden · 
Haddenham · 
Haddon · 
Hail Weston · 
Hamerton · 
Hardwick · 
Harlton · 
Harston · 
Haslingfield · 
Hatley · 
Hauxton · 
Helpston · 
Hemingford Abbots · 
Hemingford Grey · 
Heydon · 
Hildersham · 
Hilton · 
Hinxton · 
Histon · 
Holme · 
Holywell-cum-Needingworth · 
Horningsea · 
Horseheath · 
Houghton and Wyton · 
Huntingdon · 
Ickleton · 
Impington · 
Isleham · 
Kennett · 
Kimbolton · 
Kings Ripton · 
Kingston · 
Kirtling · 
Knapwell · 
Landbeach · 
Leighton · 
Leverington · 
Linton · 
Litlington · 
Little Abington · 
Little Eversden · 
Little Gidding · 
Little Gransden · 
Little Paxton · 
Little Shelford · 
Little Wilbraham · 
Littleport · 
Lode · 
Lolworth · 
Longstanton · 
Longstowe · 
Madingley · 
Manea · 
March · 
Marholm · 
Maxey · 
Melbourn · 
Meldreth · 
Mepal · 
Milton · 
Morborne · 
Newborough · 
Newton · 
Northborough · 
Oakington and Westwick · 
Offord Cluny · 
Offord D'Arcy · 
Old Hurst · 
Old Weston · 
Orton Longueville · 
Orton Waterville · 
Orwell · 
Over · 
Pampisford · 
Papworth Everard · 
Papworth St. Agnes · 
Parson Drove · 
Peakirk · 
Perry · 
Pidley cum Fenton · 
Rampton · 
Ramsey · 
Reach · 
Sawston · 
Sawtry · 
Shepreth · 
Shingay cum Wendy · 
Shudy Camps · 
Sibson-cum-Stibbington · 
Snailwell · 
Soham · 
Somersham · 
Southoe and Midloe · 
Southorpe · 
Spaldwick · 
St. Ives · 
St. Martin's Without · 
St. Neots Rural · 
St. Neots · 
Stapleford · 
Steeple Gidding · 
Steeple Morden · 
Stetchworth · 
Stilton · 
Stow cum Quy · 
Stow Longa · 
Stretham · 
Sutton · 
Swaffham Bulbeck · 
Swaffham Prior · 
Swavesey · 
Tadlow · 
Tetworth · 
Teversham · 
The Stukeleys · 
Thetford · 
Thorney · 
Thornhaugh · 
Thriplow · 
Tilbrook · 
Toft · 
Toseland · 
Tydd St. Giles · 
Ufford · 
Upton and Coppingford · 
Upton · 
Upwood and the Raveleys · 
Wansford · 
Warboys · 
Waresley · 
Water Newton · 
Waterbeach · 
Wentworth · 
West Wickham · 
West Wratting · 
Westley Waterless · 
Weston Colville · 
Whaddon · 
Whittlesey · 
Whittlesford · 
Wicken · 
Wilburton · 
Willingham · 
Wimblington · 
Wimpole · 
Winwick · 
Wisbech St. Mary · 
Wisbech · 
Wistow · 
Witcham · 
Witchford · 
Wittering · 
Woodwalton · 
Woodditton · 
Woodhurst · 
Wothorpe · 
Yaxley · 
Yelling